# 岡本鎮臣
岡本 鎮臣（おかもと しずおみ、1888年（明治21年）10月1日 - 1962年（昭和37年）11月22日）は、大日本帝国陸軍軍人。最終階級は陸軍少将。功四級

## 経歴
1888年（明治21年）に熊本県で生まれた。陸軍士官学校第22期、陸軍大学校第35期卒業。1935年（昭和10年）3月15日に陸軍歩兵大佐進級と同時に和歌山連隊区司令官に着任。1937年（昭和12年）3月の歩兵第23連隊長（第1軍・第6師団・歩兵第36旅団）に転じ、日中戦争に出動。保定会戦の激戦を戦い抜き、石家荘会戦にも参加。その後第10軍隷下に編入され、華南に進出。杭州湾上陸作戦、南京戦、広州での掃討戦で大なる戦果を収めた。1938年（昭和13年）5月14日に留守第6師団司令部附となった。
同年7月15日に陸軍少将に進級し、1939年（昭和14年）12月に歩兵第21旅団長（第2軍・第5師団）に就任し、中国戦線に復帰。賓陽作戦、江南作戦に参加したが、第5師団の仏印進駐前の1940年（昭和15年）10月15日に留守第5師団司令部附となった。1941年（昭和16年）3月1日に待命、3月31日に予備役に編入された。1945年（昭和20年）3月31日に召集され、京城陸軍兵事部長兼京城地区司令官に就任した。
1947年（昭和22年）11月28日、公職追放仮指定を受けた。
１９１９年１１月２２日　小山シゲと婚姻届提出。

## 栄典
勲章等
- 1940年（昭和15年）8月15日 - 紀元二千六百年祝典記念章[5]